# Ірвін Ялом
Ірвін Ялом (англ. Irvin David Yalom, нар. 13 червня 1931) — американський психолог, психотерапевт, доктор медичних наук, професор психіатрії Стенфордського університету, популярний автор творів із психології та психотерапії. 

## Біографія
Народився у Вашингтоні 13 червня 1931 року в родині євреїв. Батьки емігрували до Америки після Першої світової війни з території сучасної Білорусі. Сам Ялом не впевнений, чи збереглося те село до сьогодні, але він точно знає, що м. Pruzina в 16 км від рідного села все ще існує. Праці Ірвіна Ялома належать до екзистенційної психології — одного з напрямів сучасної глибинної психології.
Після отримання ступеня бакалавра в Університеті Джорджа Вашингтона в 1952 році та доктора медицини в Медичній школі Бостонського університету в 1956 році він продовжив стажування в лікарні Маунт-Сінай у Нью-Йорку та резидентуру в клініці Фіппса лікарні Джона Хопкінса в Балтімор і завершив навчання в 1960 році. Після двох років армійської служби в загальному госпіталі Tripler в Гонолулу Ялом почав свою академічну кар'єру в Стенфордському університеті.Невдовзі після цього періоду він зробив деякі зі своїх найбільших внесків, викладаючи групову психотерапію та розробляючи свою модель екзистенціальної психотерапії.
Його робота про екзистенціальну психологію зосереджується на тому, що він називає чотирма «даностями» людського стану: ізоляція, безглуздість, смерть та свобода, і досліджує способи, якими людина може реагувати на ці проблеми функціональним або дисфункціональним способом. 
У 1970 році Ялом опублікував "Теорія та практика групової психотерапії", розповідаючи про дослідницьку літературу щодо групової психотерапії та соціальної психології поведінки малих груп. Ця робота досліджує, як індивіди функціонують у груповому контексті та як учасники групової терапії отримують користь від своєї участі в групі.
На додаток до своїх наукових, публіцистичних творів, Ялом написав низку романів, а також експериментував із технікою письма. Для "Щодня трохи ближче" Ялом запросив пацієнта написати про досвід терапії. Книга має два різні голоси, які дивляться на той самий досвід у розділах, що чергуються. Твори Ялома використовувалися як університетські підручники та стандартна література для студентів-психологів. Його новий унікальний погляд на стосунки пацієнт/клієнт був доданий до навчальної програми психологічних програм у таких школах, як коледж кримінальної юстиції Джона Джея в Нью-Йорку.
Ялом продовжує вести приватну практику неповний робочий день і є автором ряду документальних відеофільмів про терапевтичні техніки. Ялом також фігурує в документальному фільмі «Flight from Death» 2003 року. Цей фільм досліджує зв’язок між людським насильством і страхом смерті та як це пов’язано з впливом підсвідомості. Інститут психотерапії Ірвіна Д. Ялома, яким він керує разом із професором Рутеллен Джоссельсон, працює над вдосконаленням підходу Ялома до психотерапії. Цю унікальну комбінацію інтеграції більшої кількості філософії в психотерапію можна розглядати як психософію.
Він був одружений з письменницею та історикинею Мерилін Ялом, яка померла 20 листопада 2019 року. Має четверо дітей: Єва, гінеколог, Рейд, фотограф, Віктор, психолог і підприємець, і Бен, театральний режисер.
11 січня 2024 року 92-річний Ялом вдруге одружився, його обраниці Sakino Mathilde Sternberg 75 років

## Твори

### Художні
- Коли Ніцше плакав (1992)
- Брехуни на кушетці (1996)
- Шопенгауер як ліки (2005)
- Проблема Спінози (2012)

### Наукові та науково-популярні
- Теорія та практика групової психотерапії (1970 1-е вид.)
- Щодня трохи ближче (1974)
- Екзистенційна психотерапія (1980)
- Групова психотерапія під час стаціонарного лікування (1983)
- Ліки від кохання та інші оповіді психотерапевта (1989)
- Читач Ялома (1998)
- Мамуся та сенс життя (1999)
- Хист психотерапії: відкритий лист до нового покоління терапевтів та їх пацієнтів (2001)
- Вдивляючись у сонце: життя без страху смерті (2008)

## Переклади українською
- Ірвін Ялом (2017). Ліки від кохання та інші оповіді психотерапевта. Переклад з англійської: Наталія Бхіндер. КСД. 416 стор. ISBN 978-617-12-2270-0.
- Ірвін Ялом (2017). Шопенгауер як ліки. Переклад з англійської: В. І. Кучменко. КСД. 512 стор. ISBN 978-617-12-4315-6.
- Ірвін Ялом. «Брехуни на кушетці». — Харків: КСД, 2018, 512 стор. ISBN 978-617-12-5096-3. Переклад з англійської В. І. Кучменко
- Ірвін Ялом. «Коли Ніцше плакав». — Харків: КСД, 2019, 464 стор. ISBN 978-617-12-5060-4. Переклав Олег Король
- Ірвін Ялом. «Вдивляючись у сонце. Долаючи страх смерті». — Харків: КСД, 2019, 304 стор. ISBN 978-617-12-5773-3. Переклала Наталія Михаловська
- Ірвін Ялом. «Проблема Спінози». — Харків: КСД, 2021, 512 стор. ISBN 978-617-12-8591-0. Переклад з англійської Андрія Зорницького
- Ірвін Ялом, Мерилін Ялом. «Питання життя і смерті». — Харків: КСД, 2021, 272 стор. ISBN 978-617-12-8925-3. Переклав Олег Король
- Ірвін Ялом. "Матуся та сенс життя" - Харків:КДС, 2025, 352 стор. ISBN 978-617-15-1364-8 Переклад з англійської Олени Савінової